# Anh em nhà Coen
Joel David Coen (sinh ngày 29 tháng 11 năm 1954) và Ethan Jesse Coen (sinh ngày 21 tháng 9 năm 1957), thường được biết tới dưới nghệ danh chung Anh em nhà Coen là đạo diễn, nhà sản xuất phim người Mỹ. Họ cùng nhau sản xuất 15 bộ phim với "thương hiệu riêng", bao gồm các chủ đề hài kịch, chính kịch, tội phạm, cao bồi viễn tây, kinh dị, gangster, phiêu lưu và cả phim đen.
Những bộ phim thành công nhất của họ bao gồm Blood Simple (1984), Raising Arizona (1987), Miller's Crossing (1990), Barton Fink (1991), Fargo (1996), The Big Lebowski (1998), O Brother, Where Art Thou? (2000), No Country for Old Men (2007), Burn After Reading (2008), A Serious Man (2009), True Grit (2010) và Inside Llewyn Davis (2013).
Cả hai anh em cùng nhau viết kịch bản, đạo diễn và sản xuất phim, cho dù trong bộ phim The Ladykillers (2004), Joel chỉ đóng vai trò đạo diễn, còn Ethan chỉ tham gia viết kịch bản. Họ đôi lúc ẩn danh của mình trên các áp-phích giới thiệu dưới nghệ danh khác là Roderick Jaynes. Họ cùng nhau được đề cử 12 giải Oscar, và 1 đề cử cá nhân khác, và từng giành "Kịch bản gốc xuất sắc nhất" cho Fargo, và "Đạo diễn xuất sắc nhất", "Phim hay nhất" và "Kịch bản chuyển thể xuất sắc nhất" cho No Country for Old Men.
Họ cũng viết kịch bản cho nhiều bộ phim mà không một ai trong số họ làm đạo diễn. Những bộ phim đó bao gồm bộ phim chính kịch Unbroken (2014), bộ phim lịch sử Người đàm phán (2015) cùng nhiều tác phẩm thương mại thành công như Crimewave (1985), The Naked Man (1998) và Gambit (2012).